# لی بیونگ-چول
لی بیونگ-چول (به کره‌ای: 李秉喆) (زاده ۱۲ فوریه ۱۹۱۰ - درگذشته ۱۹ نوامبر ۱۹۸۷) کارآفرین و بازرگان کره‌ای بود، که در سال ۱۹۳۸ گروه سامسونگ را تأسیس نمود.
امروزه گروه سامسونگ، به عنوان بزرگترین شرکت صنعتی-بازرگانی کره جنوبی شناخته می‌شود، که در سال ۲۰۱۳ معادل ۱۷٪ از تولید ناخالص داخلی این کشور را به خود اختصاص داده‌است.

## زندگی شخصی لی بیونگ چول
لی بیونگ چول پسر یک خانواده سرمایه‌دار و زمین‌دار بزرگ بود (شاخه ای از قبیله گیونگ جو لی) وی تحصیلات خود را در دانشگاه واسدا توکیو شروع کرد اما آن را به پایان نرساند.
پس از مرگ وی، املاک بیونگ چول (هو-آم) برای تورها در معرض دید عموم قرار گرفت. مجموعه هنرهای کره ای وی یکی از بزرگترین مجموعه‌های خصوصی کشور است و دارای تعدادی اشیاء هنری است که توسط دولت کره جنوبی به عنوان «گنجینه‌های ملی» مشخص شده‌است. Ho-Am در فاصله کمی از پارک Everland، محبوب‌ترین پارک تفریحی کره جنوبی واقع شده‌است (Everland متعلق به گروه سامسونگ نیز هست).

### خانواده لی بیونگ چول
لی بیونگ چول (۱۲ فوریه ۱۹۱۰ ~ ۱۹ نوامبر ۱۹۸۷) - اولین رئیس سامسونگ.

#### همسر اول: Park Du-eul (1999 1907)
1. دختر اول: لی اینه (۲۰۱۹ ۲۹ ۱۹۲۹) - بنیانگذار هانسول و همسر رئیس سابق آن، دکتر چو وان هی، M.D (2019 27 1927).
2. پسر اول: لی مائن هی (۲۰ ژوئن ۱۹۳۲ ~ ۱۴ اوت ۲۰۱۴) - بنیانگذار گروه CJ (که در آن وی دادخواست [که؟] را به همراه لی کون-هی از دست داد).
3. پسر ۲: لی چانگ هی (۱۹۹۲ ~ ۱۹۳۴) - بنیانگذار Saehan.
4. دختر ۲: لی سوک هی (۱۹۳۶ ~)، همسر مدیر هیئت مدیره LG Koo Cha-ha (1934 ~)، برادر کوچکتر رئیس emeritus , Koo Cha-kyung (1926) و عموی پدری رئیس سابق مرحوم، Koo Bon-moo (2018 ~ ۱۹۴۷).
5. دختر ۳: لی سون هی (۱۹۳۸ ~)
6. دختر ۴: لی Deok-hee (1940)، بیوه لی Jeong-gi (2006 38 1938).
7. فرزند سوم: لی کون هی (۱۹۴۲ ~) - رئیس دوم سامسونگ.
8. دختر ۵: لی میونگ هی (۱۹۴۴)، همسر Chung Jae-eun (1937 ~)، رئیس گروه Shinsegae و مادر Chung Yong-jin.

#### همسر دوم: کورودا (۲۰۰۷ ۱۹ ۱۹۲۲)
1. پسر چهارم: لی تائه وی (۱۹۴۶ ~)
2. دختر ششم: لی هی هی (ج ۱۹۵۴)

## زندگی حرفه ای
بیونگ چول در ۱ مارس ۱۹۳۸ یک تجارت حمل و نقل در Daegu ایجاد کرد، که نامش را سامسونگ یا تجارت سامسونگ نام نهاد. سامسونگ به معنی «سه ستاره» است که آرم‌های اولیه شرکت را توضیح می‌دهد.
تا سال ۱۹۴۵ سامسونگ در حال حمل کالا در کره کره جنوبی و سایر کشورها بود. شرکت سامسونگ تا سال ۱۹۴۷ در سئول مستقر بود. هنگامی که جنگ کره در سال ۱۹۵۰ آغاز شد یکی از ۱۰ شرکت بزرگ تجاری بود. با فتح سئول توسط ارتش کره شمالی، لی بیونگ چول مجبور شد تجارت خود را به بوسان منتقل کند. ثابت شد که هجوم گسترده نیروها و تجهیزات آمریکا به بوسان طی یک سال و نیم جنگ، برای شرکت حمل و نقل لی بیونگ چول بسیار سودمند بود.
در سال ۱۹۶۱، هنگامی که پارک چانگ هی در کودتای ۱۶ مه، قدرت را به دست آورد، لی بیونگ چول در ژاپن بود و مدتی دیگر به کره جنوبی برنگشت. سرانجام، توافقی صورت گرفت و لی بیونگ چول بازگشت، اما سامسونگ مجبور شد کنترل بانکهای خود را به دست آورد و دستورالعمل‌های اقتصادی دولت پارک را دنبال کند.